# Kateryna Handzyuk
Kateryna Handzyuk, (ukrainska: Катерина Гандзюк), född 17 juni 1985 i Cherson i Ukrainska SSR i Sovjetunionen, död 4 november 2018 i Kiev i Ukraina, var en ukrainsk politiker och medborgarrättsaktivist.
Handzyuk bedrev akademiska studier i både hemstaden 2002–2006 och Kiev 2007–2008 och 2016. Hon var 2003–2015 medlem av den tidigare ukrainska premiärministern Julia Tymosjenkos parti Fäderneslandsförbundet. Hon satt i Chersons stadsfullmäktige och arbetade som rådgivare till Chersons borgmästare Volodymyr Mykolajenko. Hon var en profilerad aktivist mot korruption inom det ukrainska rättsväsendet, framför allt inom polismyndigheten.

## Mordet på Kateryna Handzyuk
Handzyuk attackerades 31 juli 2018 i Cherson med frätande syra. Den okända gärningsmannen hällde runt en liter frätande vätska över henne och sprang iväg.
I attacken fick hon svåra brännskador på överkroppen, armarna, i huvudet och förlorade synen på ena ögat. Närmare 30-40 procent av kroppen brännskadades Handzyuk genomgick 11 operationer och låg kvar på sjukhuset tills hon dog av en blodpropp i sviterna av syraattacken. 
Det pågår en förundersökning och minst fem misstänkta har anhållits av polis. Vladyslav Manger, som leder regionfullmäktige i den sydliga regionen Cherson pekades i februari 2019 ut av åklagare i Ukraina för att ha organiserat den dödliga syraattacken på Kateryna Handzyuk. Vladyslav Mange har varit medlem i Fäderneslandsförbundet.